# The Kill
Pour les articles homonymes, voir Kill.
Singles de Thirty Seconds to Mars
Attack
(2005) From Yesterday
(2006)
Pistes de A Beautiful Lie
A Beautiful Lie Was It a Dream?
The Kill est une chanson de Thirty Seconds to Mars. The Kill est le quatrième single du groupe, et le second extrait de l'album A Beautiful Lie. Il est sorti en Europe le 19 mai 2007, aux États-Unis le 24 janvier 2006 et en Australie le 3 novembre 2006.
Il fit un grand succès dans le monde et une performance dans les charts relativement correcte. Aux États-Unis, il atteint la troisième place au Billboard Modern Rock Tracks où dépensé 52 semaines en classement.
The Kill figure dans le jeu vidéo Rock Band et dans Guitar Hero World Tour.

## Clip vidėo
Le clip montre les membres du groupe arrivant dans un grand hôtel. Une note posée sur le comptoir leur conseille de ne pas entrer dans la chambre 6277. Le clip est une référence évidente au film Shining ainsi qu'au fait que 6277 est l'année hypothétique où la vie sera découverte sur Mars (en tapant sur le 6, le 2 et deux fois sur le 7, on peut écrire "Mars" sur un clavier de portable).

## Liste des titres
- Promo

1. The Kill (Radio Edit) - 3:48

- Australie (CD)

1. The Kill (Bury Me) - 3:51 (album version)
2. Attack - 4:14 (live at CBGB)
3. The Kill [Bury Me] - 3:50 (acoustic, live on VH1)

- Royaume-Uni Release

1. The Kill (Bury Me) - 3:51 (album version)
2. The Kill [Bury Me] - 3:50 (acustica, live su VH1)

- Royaume-Uni Re-Release

1. The Kill (Radio Edit) - 3:48
2. Was It a Dream? - 3:46 (iTunes Live Session)

## Classement
| An   | Classement                                                | Meilleure position |
| ---- | --------------------------------------------------------- | ------------------ |
| 2006 | U.S. Billboard Hot 100                                    | 65                 |
| 2006 | U.S. Billboard Mainstream Rock Tracks                     | 14                 |
| 2006 | U.S. Billboard Modern Rock Tracks                         | 3                  |
| 2006 | U.S. Billboard Hot Digital Songs                          | 53                 |
| 2006 | U.S. Billboard European Hot 100 Singles                   | 8                  |
| 2006 | U.S. Billboard 2006 Year-End Chart: Hot Modern Rock Songs | 3                  |
| 2006 | UK Singles Chart                                          | 64                 |
| 2006 | Virgin Chart                                              | 1                  |
| 2007 | Europe Singles Chart                                      | 1                  |
| 2007 | U.S. Billboard Hot 100 Recurrent Airplay                  | 13                 |
| 2007 | U.S. Billboard Hot Adult Top 40 Tracks                    | 25                 |
| 2007 | U.S. Billboard Hot Singles Recurrents                     | 17                 |
| 2007 | U.S. Billboard Top 40 Mainstream                          | 30                 |
| 2007 | Canadian Singles Chart                                    | 1                  |
| 2007 | Brasil Hot 100                                            | 17                 |
| 2007 | Australia Singles Chart                                   | 20                 |
| 2007 | Chile Singles Chart                                       | 6                  |
| 2007 | UK Singles Chart (re-release)                             | 28                 |
| 2007 | Mexico Singles Chart                                      | 1                  |
| 2007 | Portugal Singles Chart                                    | 1                  |
| 2008 | Brazil Hot 100 (Thirty Seconds to Mars featuring Pitty)   | 1                  |